# Serhij Breus
Serhij Petrowytsch Breus (ukrainisch Сергій Петрович Бреус; * 30. Januar 1983 in Browary, Ukrainische SSR, Sowjetunion) ist ein ukrainischer Schwimmer.
Seine Spezialstrecken sind die kurzen Schmetterlingsstrecken. Breus lebt und trainiert in der Stadt Browary nordöstlich von Kiew. Bei den Kurzbahneuropameisterschaften 2004 wurde Breus Vierter über 100 Meter Schmetterling und Fünfter über 50 Meter Schmetterling. Sein 50-m-Schmetterlingeuroparekord, den er am 25. Juli bei den Schwimmweltmeisterschaften 2005 aufgestellt hatte, blieb fast drei Jahre bestehen, ehe Milorad Čavić ihn bei den Schwimmeuropameisterschaften 2008 in Eindhoven um 27 Hundertstel verbesserte.